# Haras de Jardy
 (août 2019).
Si vous disposez d'ouvrages ou d'articles de référence ou si vous connaissez des sites web de qualité traitant du thème abordé ici, merci de compléter l'article en donnant les références utiles à sa vérifiabilité et en les liant à la section « Notes et références ».
Le haras de Jardy était un haras français de réputation internationale, situé à Marnes-la-Coquette (Hauts-de-Seine), en lisière de la forêt domaniale de Fausses Reposes, à 30 minutes du centre de Paris. Il a été rendu célèbre par Edmond Blanc et Marcel Boussac. C'est désormais un parc omnisports à dominante hippique.

## Généralités

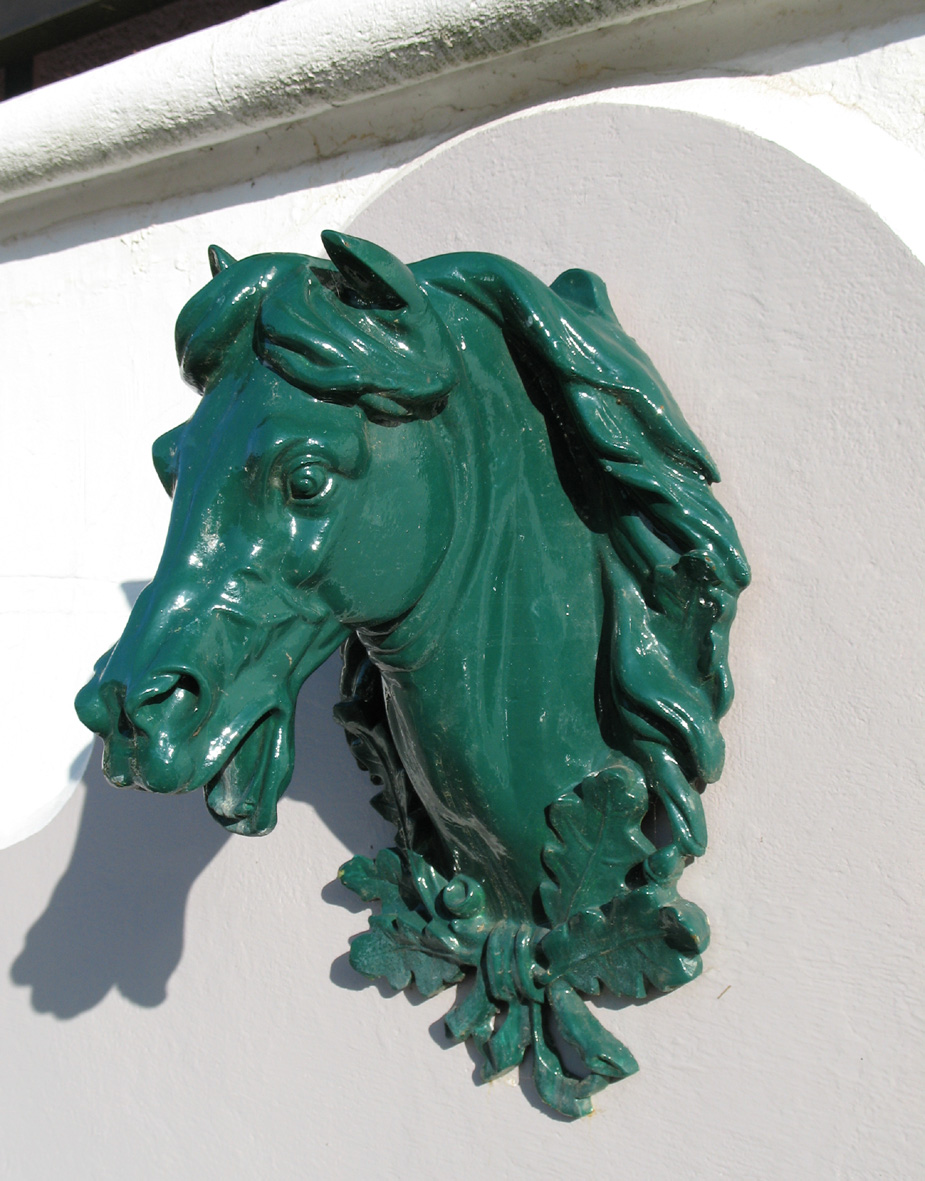
Détail dans la Cour des 49

Ce domaine est constitué de prés et de bois, d'une superficie de 75 hectares.
Bien qu'assez éloigné de son centre ville, ce domaine a appartenu à la Seigneurie de Vaucresson. 
Il faudra attendre La Restauration (en 1817 cf.« La ferme » ci-dessous) pour voir ces terres divisées sur deux communes, Vaucresson et Marnes-la-Coquette.
Le haras est actuellement situé à 10 minutes en voiture de la Porte d'Auteuil, 10 minutes du château de Versailles et tout proche de la sortie « Vaucresson » de l'autoroute de Normandie (A13). Cette autoroute est la première autoroute française, gratuite, construite sur des fonds d'État à partir de 1936 et ouverte à la circulation en 1946. Elle a amputé la partie nord du haras, à la sortie « Vaucresson », on trouve encore deux ex-pavillons de garde du haras transformés en commerces. Derrière ceux-ci se trouve le lotissement des « Terrasses » sur la commune de Marnes. L'actuel Boulevard de Jardy portant à l'époque le nom de route de Versailles. La construction de l'échangeur avec l'A86 en partie enterré a modifié complètement le paysage visible au nord du haras sans atteindre en principe son intégrité.

## Le prieuré
Le nom de Jardies (ancien) ou Jardy (moderne) viendrait d'une ancienne petite forêt dans laquelle il y eut, dès le XIIe siècle, un monastère qui dépendait de l'abbaye de Tiron. Le nom de cette congrégation provient d'un ancien monastère situé dans le Perche (près de Nogent-le-Rotrou). Cette congrégation de Tiron appartenait à l'ordre des Bénédictins dont la règle imposait le travail manuel. 
La présence d'un petit monastère ou prieuré de Jardy est avérée dès 1120. Une église située dans les bois de Jardy et dénommée Saint-Jean-Baptiste de Jardies est attestée dans un document de 1147. Le nom de Jardy s'appliquait tant à la forêt qu'aux terres de labour dépendant du prieuré. Il semble que ce prieuré n'ait jamais eu une grande importance. Il ressemblait plus à un petit domaine agricole, dont les religieux trop peu nombreux pour accomplir eux-mêmes le travail des champs, confièrent leurs terres à des fermiers. 
En 1751, on retrouve le prieuré sous le nom de « Prieuré Sainte-Marie-Madeleine-De-Jardis » 
Cette communauté continue son existence jusqu'à la Révolution française où ses biens sont vendus comme biens nationaux en 1791. Deux lots sont mis aux enchères :
- la maison prieurale - un pavillon élevé de deux étages carrés et d'un étage lambrissé
- la ferme attenante avec 66 arpents de diverses terres (22 ha) - acquise le 14 février 1791 par le citoyen Antoine Mazeleyre

## La ferme
Durant le XIXe siècle, ces terres fertiles sont exploitées par une grande ferme. On y cultive, entre autres, des céréales. C'est le 22 octobre 1817 par ordonnance royale, que La Marche et Jardy sont « distraits » (= détachés) du territoire de Vaucresson lors de l'établissement du cadastre et sont rattachés à la commune de Marnes.

## Le haras d'Edmond Blanc

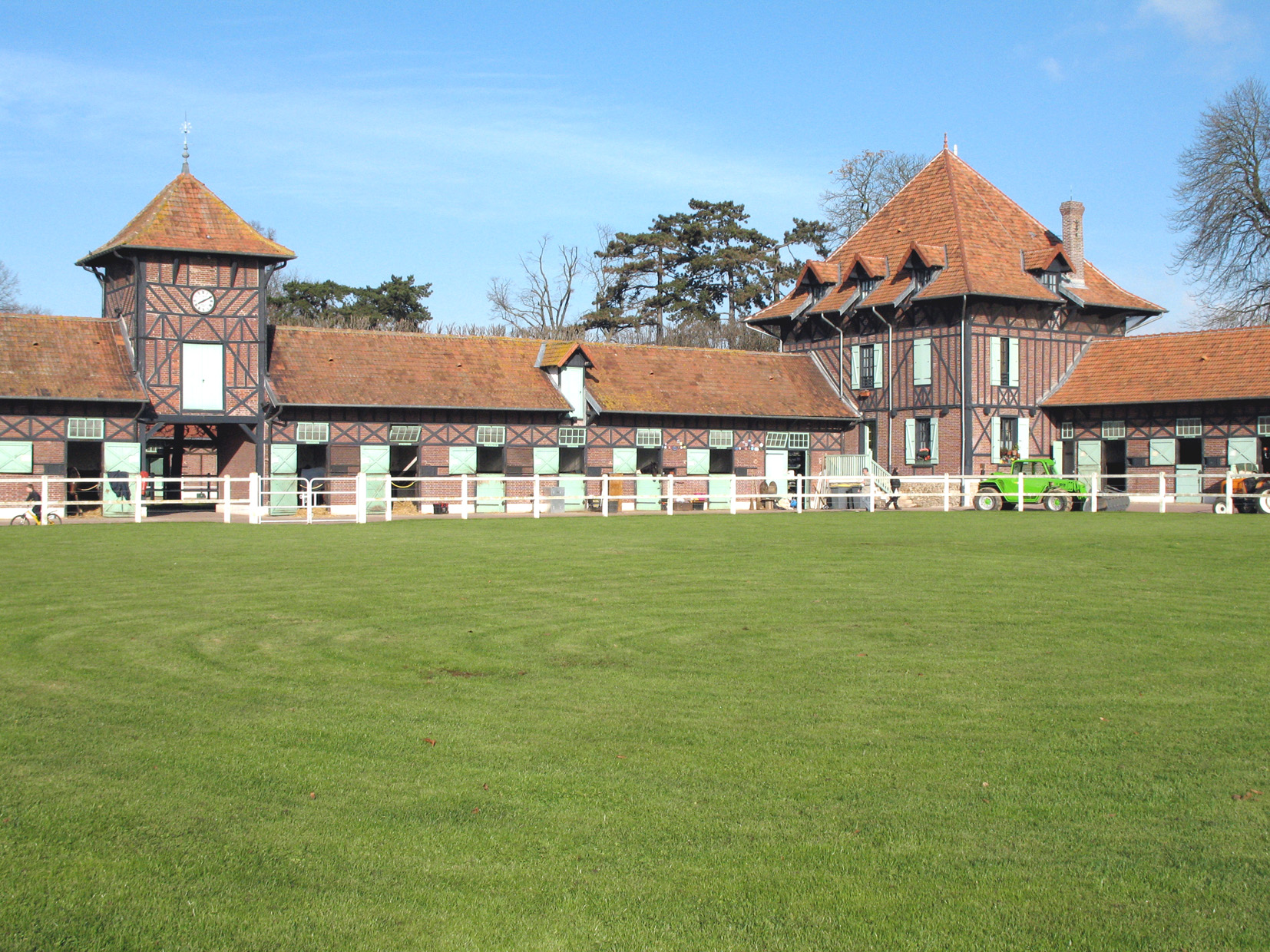
Cour des 49

Fin 1889, Edmond Blanc rachète les terres de Jardy. Il détruit l'essentiel des bâtiments subsistants pour construire de toutes pièces un haras. Il ne garde qu'une grange encore visible. 
Il fait bâtir de nombreux bâtiments dans un style anglo-normand et convertit les champs cultivés en prés. L'ensemble des terrains représente une surface d'un seul tenant de près de 90 hectares, dont 20 s'étendent sur Vaucresson. Les constructions initiales comportent 115 boxes, 10 stalles, un manège et un accouchoir. L'ensemble le plus remarquable est la « Cour des 49 ». Une grande demeure d'habitation réservée au régisseur est aussi édifiée. Ses nombreux chevaux qui étaient hébergés dans ses établissements de La Celle-Saint-Cloud et de Villebon, seront progressivement regroupés à Jardy.
En 1900, il y a 6 étalons, dont quelques-uns achetés à l'étranger pour 200 000 francs, 64 poulinières, 50 yearlings ou poulains de 18 mois qui passaient en août et septembre au dressage ; 48 poulains de lait étaient nés en 1899.
Le 1er mai 1905, le roi Édouard VII se rend en France, pour visiter les installations hippiques d'Edmond Blanc. Accompagné d'Auguste du Bos et du propriétaire du lieu, il visite le haras de Jardy où les plus brillants sujets lui sont présentés. Il y croise une vieille connaissance, Flying Fox. Il admire cet étalon prodigieux sur lequel il n'avait pas surenchéri cinq ans auparavant, dans une vente aux enchères. Il reconnaît l'extrême qualité des installations et des chevaux issus de cet élevage. Les fils et filles de Flying Fox font l'admiration de tous.

## Le haras de Marcel Boussac
Les héritiers d'Edmond Blanc vendent discrètement en 1943, le haras à Marcel Boussac, le célèbre magnat du textile et propriétaire-éleveur. Grâce à ses choix judicieux et ses nombreux investissements, le haras de Jardy retrouve tout son prestige et sa renommée internationale. L'écurie de Marcel Boussac devient même une des plus célèbres du monde durant toute la décennie. En 1957, la reine ElisabethII se fera présenter des chevaux devant l'entrée du haras. Pour cela, la départementale menant à Versailles sera coupée durant environ 1 h. En 1961 Nikita Khrouchtchev fera également un arrêt à Jardy.
Lors de la dispersion des actifs de Marcel Boussac, un projet d'urbanisme avait prévu la construction de plusieurs milliers de logements pavillonnaires ou collectifs. Ces projets ne verront pas le jour et l'État, ému par la disparition d'un patrimoine unique, se porta acquéreur de cet ensemble en décembre 1979.

## Le centre sportif multi-disciplinaire
Le haras de Jardy ouvre au public en 1981. Il est racheté par le Conseil général des Hauts-de-Seine en novembre 2006. De nombreux travaux et aménagements ont été réalisés tant pour accroître les capacités d'accueil hippiques (nouveaux manèges, nouvelles carrières), que pour étoffer les sports de plein air praticables sur les 76 hectares.
Désormais avec ses 2 500 cavaliers et 200 chevaux, le haras de Jardy est devenu le premier centre équestre de France. Son golf de 9 trous et ses 20 courts de tennis complètent harmonieusement cet ensemble sportif.
De très nombreuses compétitions hippiques nationales et internationales se déroulent à Jardy :
- Concours complet
- Saut d'obstacles
- Dressage
- Attelage

...

## Concours Sportif
Le Haras de Jardy accueille le Trophée Aventure Hauts-de-Seine, concours pour les classes de 4e qui regroupe des épreuves de :
- VTT
- Course d'orientation
- Run and bike
- Tir à l'arc
- Sarbacane
- Parcours du combattant
- Accrobranche

L'édition de 2016 regroupe plus de 2 200 participants repartis dans 75 classes,.

## Pour approfondir